# Chorrochó
Chorrochó est une municipalité brésilienne de l'État de Bahia et la microrégion de Paulo Afonso.